# 마가리도리촌
마가리도리촌(曲通村)은 니가타현 니시칸바라군에 있던 촌이다. 현재의 니가타시 미나미구에 해당한다.
아래의 설명은 합병 직전 당시의 구 마가리도리촌에 대한 설명이며, 현재는 명칭 등이 다를 수 있다. 또한 여기에 기술되지 않은 내용에 대해서는 니가타시의 기사를 참조. 

## 역사
- 1889년 4월 1일 - 정촌제 시행에 의해 니시칸바라군 마가리도리촌이 성립하였다.
- 1906년 4월 1일 - 아키쓰촌, 우치고촌과 합병해 쓰키가타촌이 되어 소멸하였다.

## 참고문헌
- 『市町村名変遷辞典』東京堂出版、1990年。